# 安久町
安久町（やすひさちょう）は、宮崎県都城市の町丁。郵便番号は885-0044。人口は3,827人、世帯数は1,561世帯である。

## 地理
市の南部に位置し、日南市（東部）、梅北町（西部）、鹿児島県曽於市末吉町（南部）、串間市（南東部）、上長飯町（北部）、豊満町・三股町（北東部）、下長飯町（北西部）と隣接する。

### 河川
- 安久川
- 萩原川
- 鍋の谷川
- 安楽川

## 歴史

### 中世
日向國諸縣郡に属し、地名は南北朝期の名田名に因む。応安（1375年）8年3月23日の島津氏久書状によれば、氏久は日向国の富山彦五郎義弘が「島津御庄日向方中郷富山・安久名・和里木名・同秋永等」を相伝していることを主張し、室町幕府の安堵を求めたため、斎藤六郎左衛門入道を通してその推挙を求めている。

### 近世
江戸時代は薩摩藩都城島津氏私領地。都城郷（外城）に属す。「三国名勝図会」によれば、寺社は、鶴岡八幡宮、医王山知足院正応寺がある。鶴岡八幡宮は文明17年（1485年）出水城主島津国久の発起で、北郷義久・島津忠廉とともに勧請したものと伝わる。

## 交通

### 鉄道
- 最寄駅は西都城駅（JR日豊本線・きりしま）が挙げられる。

### 道路
- 国道222号
- 宮崎県道12号都城東環状線
- 宮崎県道34号都城串間線
- 宮崎県道108号財部庄内安久線
- 都城盆地朝霧道路

### バス
- 宮崎交通33・34系統[4]

## 学区
- 小学校は都城市立安久小学校に[5]、中学校は都城市立中郷中学校に進学する[6]。

## 施設
- 中郷地区公民館
- 都城市立安久小学校
- 中郷郵便局
- 都城警察署中郷駐在所

## 名所・旧跡・観光スポット・祭事・催事
- 金御岳
- 安久温泉
- 興玉神社
- 尾平野洞窟
- 薩摩藩 石原番所跡
- 六ヶ城跡
- 古城跡
- 池平城跡
- 正応寺跡
- 堀之内御所跡
- 安久節
- 正応寺大太鼓踊

## 人口
都城市ホームページによると、2023年（令和5年）9月1日時点での域内の人口は以下の通りである。
| 世帯数    | 男      | 女      | 計      |
| --------- | ------- | ------- | ------- |
| 1,561世帯 | 1,771人 | 2,056人 | 3,827人 |

## 沿革

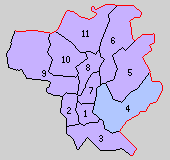
1.都城町 2.五十市村 3.中郷村 4.三股村 5.山之口村 6.高城村 7.沖水村 8.志和池村 9.庄内村 10.山田村 11.高崎村（紫：都城市 青：三股町）

- 明治4年（1871年） ― 廃藩置県により、当初は鹿児島県の管轄となり、後に都城県へ移管される。
- 明治6年（1873年） ― 宮崎県（第1次）の管轄となる。
- 明治9年（1876年） ― 第2次府県統合により鹿児島県の管轄となる。
- 明治16年（1883年） ― 宮崎県（第2次）の管轄となり、同年発足の北諸県郡に属す。
- 明治17年（1884年） ― 安久・豊満・梅北の3ヵ村が連合して上安久に戸長役場を置く。
- 明治22年（1889年） ― 町村制の施行により、中郷村が発足し同村の大字となる。中郷村役場を当地に設置。
- 昭和42年（1967年） ― 中郷村が都城市に編入。以後、中郷地区安久町となる。

## 地域

### 中郷地区安久町
- 上安久
- 下安久
- 一本杉
- 藤田
- 後久
- 高野原
- 長谷谷
- 正応寺
- 北條
- 建立寺
- 湯之元
- 笠岩
- 鹿ノ川内
- 石原
- 中原
- 鍋谷
- 猪之谷
- 御所谷
- 尾平野
- 内木谷